# Scindapsus pictus
Scindapsus pictus là một loài thực vật có hoa trong họ Ráy (Araceae). Loài này được Hassk. miêu tả khoa học đầu tiên năm 1842.

## Hình ảnh

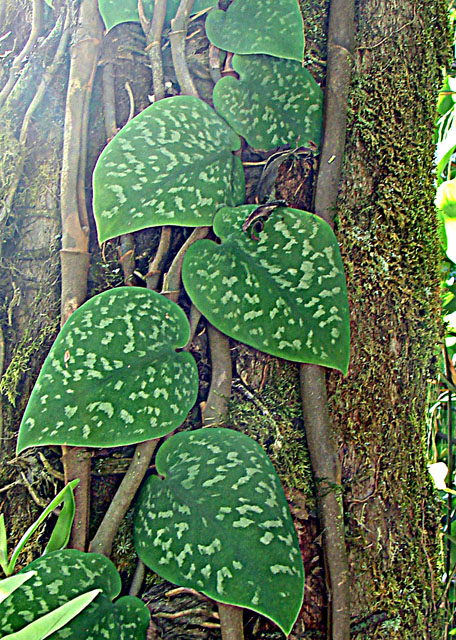
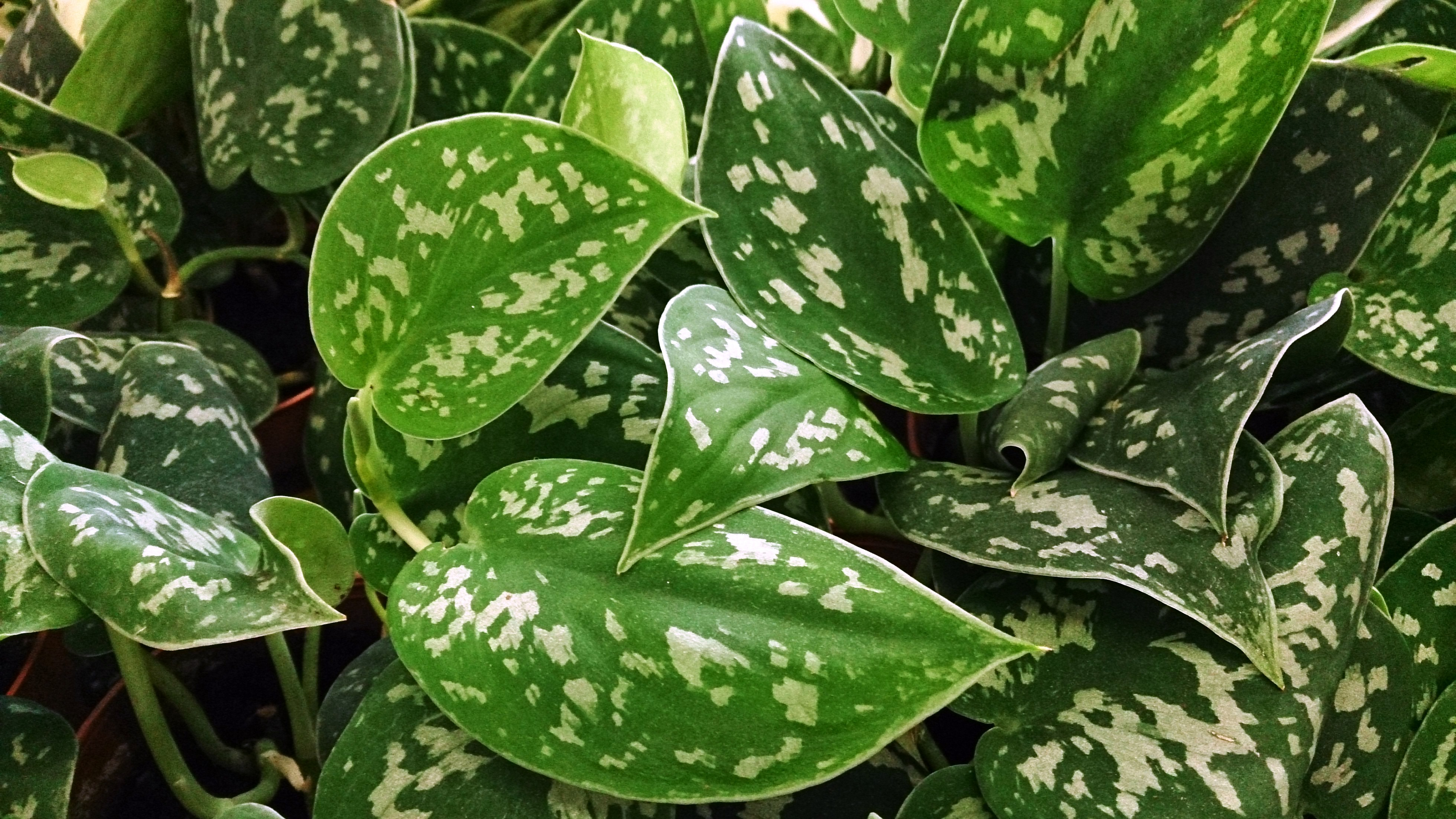
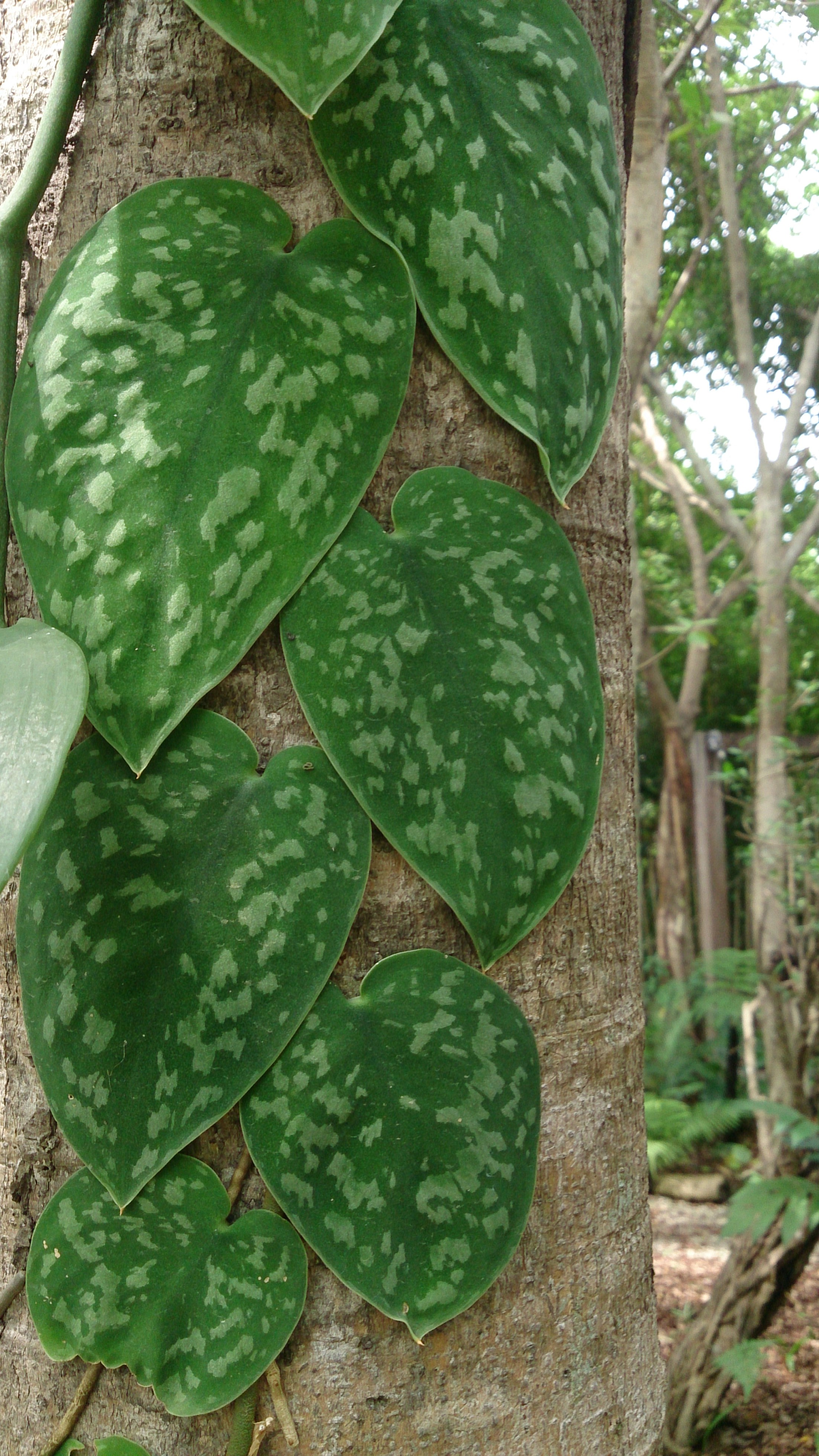
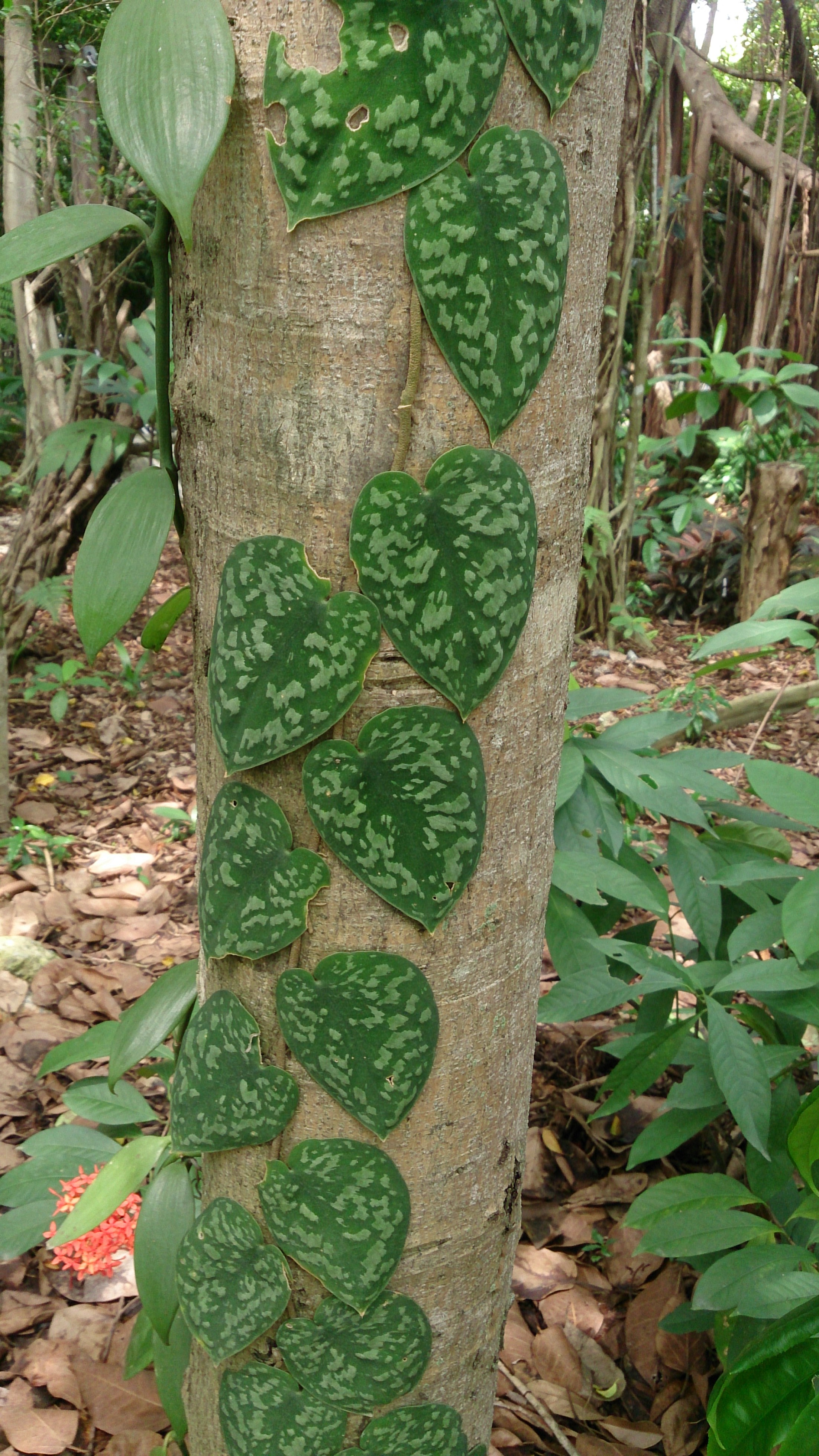